# Жулвінець (Вармінсько-Мазурське воєводство)
Жулвінець (пол. Żółwiniec, нім. Wengelwalde) — село в Польщі, у гміні Маркуси Ельблонзького повіту Вармінсько-Мазурського воєводства. Населення — 80 осіб (2011).
В с. Жулвінець у старій початковій школі діяв пункт навчання української мови, яким керувала українська вчителька, членкиня осередку УСКТ у Кшевську Марія Гутовська. Приміщення школи збереглося до нашого часу. 

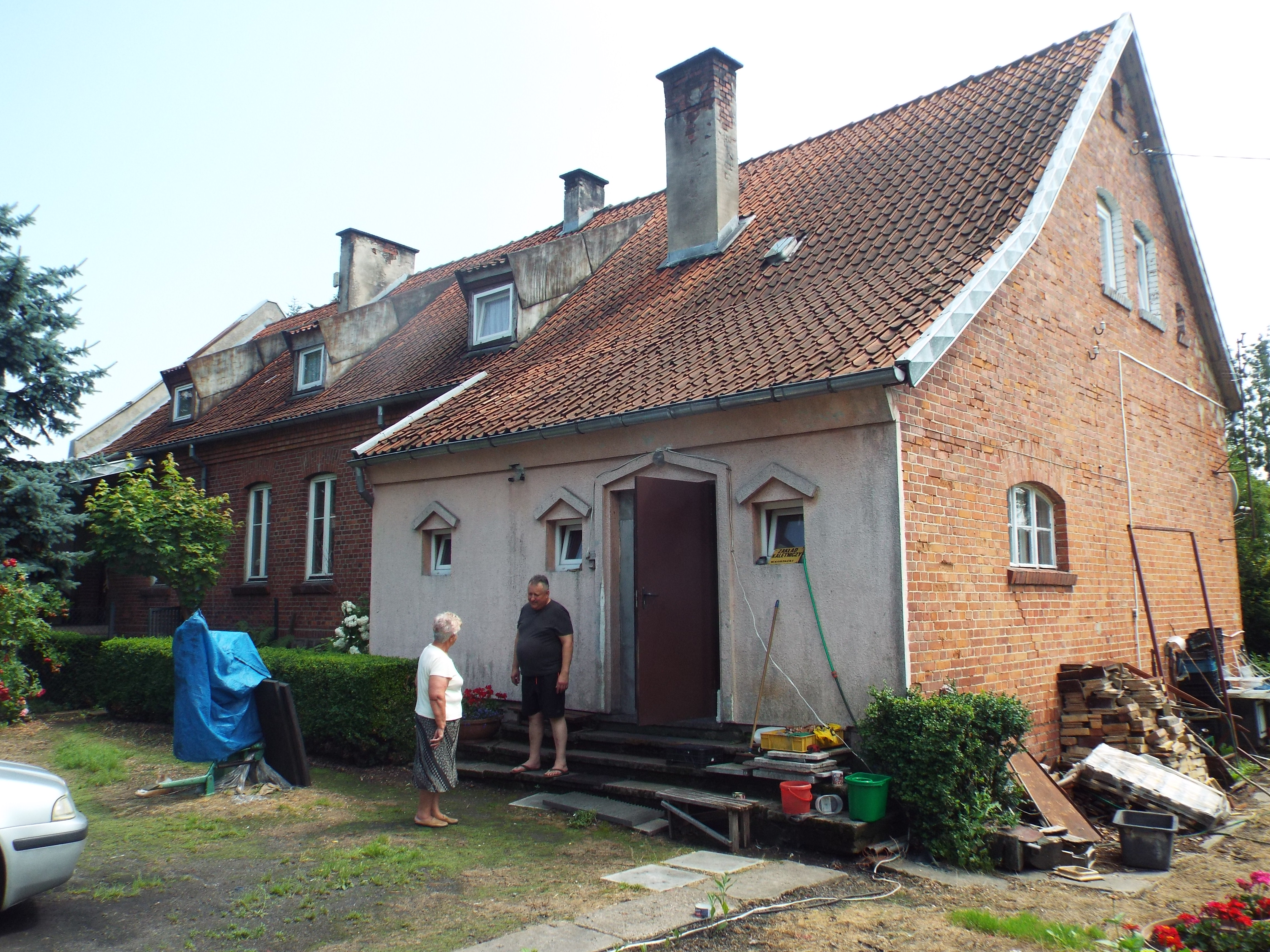
Будинок колишньої початкової школи в Жулвінцю (світлина 2021 р.)

У 1975—1998 роках село належало до Ельблонзького воєводства.

## Демографія
Демографічна структура станом на 31 березня 2011 року:
|          | Загалом | Допрацездатний вік | Працездатний вік | Постпрацездатний вік |
| -------- | ------- | ------------------ | ---------------- | -------------------- |
| Чоловіки | 44      | 15                 | 25               | 4                    |
| Жінки    | 36      | 10                 | 17               | 9                    |
| Разом    | 80      | 25                 | 42               | 13                   |